# Antonio Benivieni
Antonio Benivieni (1443. – 1502.), firentinski liječnik i pionir u uporabi obdukcije, postmortalne disekcije tijela preminulog pacijenta korištene za razumijevanje uzroka smrti. Benivieni je objavio traktat De abditis nonnullis ac mirandis morborum et sanitationum causis ("O skrivenim uzrocima bolesti") koji se danas smatra jednim od prvih djela u znanstvenoj patologiji. Neki protokoli koje je razvio Benivieni slični su onima koji se danas koriste u obdukcijama, a Benivieni je ostao poznat kao "otac patološke anatomije".